# アニーローリー
『アニー・ローリー』（Annie Laurie）は、代表的なスコットランド民謡として知られる楽曲。ウィリアム・ダグラス（William Douglas 1672? - 1748）の詩をもとにして作られた。作曲はスコットランドの女流音楽家ジョン・ダグラス・スコット夫人（Lady John Douglas Alicia Scott=アリシア・スコット；1810 - 1900）。

## 歌詞
原曲は、次の歌詞でよく知られている。
1
　Maxwelton's braes are bonnie,
　Where early fa's the dew,
　Twas there that Annie Laurie
　Gi'ed me her promise true.
　Gi'ed me her promise true -
　Which ne'er forgot will be,
　And for bonnie Annie Laurie
　I'd lay me down and dee.
2
　Her brow is like the snaw-drift,
　Her neck is like the swan,
　Her face it is the fairest,
　That 'er the sun shone on.
　That 'er the sun shone on -
　And dark blue is her e'e,
　And for bonnie Annie Laurie
　I'd lay me down and dee.
3
　Like dew on gowans lying,
　Is the fa' o' her fairy feet.
　And like winds, in simmer sighing,
　Her voice is low and sweet.
　Her voice is low and sweet -
　And she's a' the world to me;
　And for bonnie Annie Laurie,
　I'd lay me down and dee.

## 歌の由来
実在の女性であったアニー・ローリーは、マクスウェルトン卿のサー・ロバート・ローリーの末娘だった。1682年12月16日に父親の館であるマクスウェルトン・ハウスで生まれた。スコットランド中に知られた美人だったといわれている。詩は、1700年ごろにフィングランドの郷紳（ジェントリー）ウィリアム・ダグラスによって書かれたものである。言い伝えによれば、アニー・ローリーとウィリアム・ダグラスは相思相愛であり、またアニー・ローリーからも親に許しを早くもらうように求められたために、ウィリアム・ダグラスは彼女に結婚を申し込み、本人は了承していたので、アニー・ローリーの父親へ許しを求めたが、歳の差、彼女がまだ若すぎること、ウィリアム・ダグラスの父親が、ローリー家とは内戦中の敵対勢力に属していることによる、政治的な立場の相違（氏族間の対立）などで、アニー・ローリーの父親であるマクスウェルトン卿から強く反対されて遠ざけられたという。ウイリアム・ダグラスは悲しみに暮れ、アニーを思い続けてこの詞を書いたのである。その後に恋の痛手からようやく立ち直ったころに、エリザベス・クラークという女性と出会い駆け落ちをした。
一方、アニー・ローリーは、1710年にクレイグダーロックの領主アレクサンダー・ファーガソン（Alexander Fergusson）のもとに嫁ぎ、約33年間そこで暮らした。 彼女のために大邸宅が建設され、彼女の好みで作られたという庭園も残されている。没年は定かではないが、1761年に亡くなりクレイグダーロックに埋葬されたと言い伝えられている。 マクスウェルトン・ハウスには、今も彼女の肖像が残されており、その昔ウィリアム・ダグラスの心をとりこにしたという青い瞳の佳人の姿をうかがい知ることができる。また、彼女の夫がジェームス・ファーガソンであったとの説もあるが、誤伝である。
曲は1838年2月にスコットランドの女流音楽家ジョン・ダグラス・スコット夫人（=アリシア・スコット；1810 - 1900）が作曲。ウィリアム・ダグラスの詩は、何度か手直しされたといわれている。
そして、1854年のクリミア戦争で、未亡人や孤児となった人たちへの慈善活動のために出された歌集にこれが載せられたことから、やがて軍楽隊も演奏するようになり広く知られるようになった。戦地の兵士たちもこの歌を口ずさみ、故郷にある大切な人をしのんだという。

## 古くからのレコーディング
英語圏を初め広く知られることとなったこの曲は、多くの有名な歌手がレコーディングを遺している。有名な歌手で初めのレコーディングは、アメリカビクタートーキングマシーン社で1906年に、ドイツでの修行を終え、凱旋帰国をしたアリス・ジェラルディン・ファーラーが録音をしアメリカでビクターから、欧州ではそのころは同一資本であったイギリスグラモフォン社から、レコードが発売された。次は同じくアメリカのリリアン・ノルディカが1911年アメリカコロムビアで録音をし、リボンレーベルで発売され、欧州ではイギリスコロムビアがピンクのレーベルにピンクのジャケットで発売された。以上の2枚は1番と2番の歌詞での録音であった。この次が、1913年にオーストラリアのソプラノ歌手ネリー・メルバがアメリカビクターで録音をしたが、歌詞は1番と3番で歌を歌った。このころは機械録音のSP盤で、1，2，3番と歌うには、時間が足りないためであった。
カナダの映画女優で、歌もオペラ、クラシックの歌謡曲リートからポップスのようなものまで歌いこなしていたディアナ・ダービン（本人はあくまで俳優であるという）の録音も存在している。
ほかにアイルランドのテノール歌手ジョーン・マコーマックが録音し、レコードを発売している。歌詞的には男子のダグラスが、結ばれぬ恋人であるアニー・ローリーを歌ったのであるから、男性歌手が歌う方が合っていたのかもしれないが、数多く和訳され、日本でも鮫島有美子、倍賞千恵子や、安田道代、由紀さおり姉妹など、女性が歌うものが多くある。

## 日本語詞
日本語詞は、緒園凉子のものをもとに、原詞の表現を加味して作成した。
1
　春の岸辺に　咲きし花よ　
　君が姿を　何にたとう
　その御前（みまえ）に　この身ささぐ
　愛（いと）し　アンニー・ローリー
　われは誓う
2
　雪のかんばせ　清きうなじ
　われを見給う  青き瞳
　その輝き　空の星か　
　愛（いと）し　アンニー・ローリー
　夢に浮かぶ
3
　秋の木の葉の　露をこぼす
　野のそよ風か　君が御声（みこえ）
　清（すが）し響き　心揺する
　愛（いと）し　アンニー・ローリー
　われは慕う
ほかにも堀内敬三、藤浦洸、茂原二郎、山口隆俊、深尾須磨子、鮫島有美子、渡辺実典の訳詞がある。

## 才女
日本には初め、明治時代にまったく別の歌詞で『小学唱歌集』に「才女」という題で伝えられた。また若干旋律も変更して歌われた。
　  才女　（日本語詞：里見義）
　かきながせる　　筆のあやに　　　　
　そめしむらさき　　世々あせず　　　　　
　ゆかりのいろ　　ことばのはな　　　　
　たぐいもあらじ　　そのいさお　　　　　
　まきあげたる　　小簾のひまに
　君のこころも　　しら雪や
　蘆山の峯　　遺愛のかね
　めにみるごとき　　その風情
前半は紫式部が名作『源氏物語』を世に残したことを、後半は清少納言が大雪の朝に中宮定子の問いかけに御簾を巻き上げて応えた才女ぶりを歌っている。

## 備考

### 駅などでの放送としての使用
- IRいしかわ鉄道線の松任駅・西金沢駅、あいの風とやま鉄道の魚津駅、IRいしかわ鉄道の津幡駅・森本駅などで、列車接近（到着・通過）を知らせるメロディに用いられている。
- 東日本旅客鉄道（JR東日本）大宮総合車両センター構内で使用されるトラバーサーと称する移動機械が動く際の警告音楽の一つとして用いられている[12]。
- シャープのメロディIC　LR34601(LR34633の試作）LR34611およびLR34633に用いられている。そのICがパトライト製の電子音報知器に使用されているため、上記のように移動機械などのほか、遊園地などの遊具や記念メダル販売機でも聞くことができる。
- 京都バスの32系統では自由乗降区間で同曲のオルゴールを流して運行している。
- 近畿日本鉄道の特急で21000系「アーバンライナーplus」・21020系「アーバンライナーnext」・22600系「New ACE（ニュー・エース）」が運用される列車では、大阪難波駅到着前に車内放送でこの楽曲のチャイムが流れることがある。また、1978年ごろまでは近鉄名古屋駅の特急用の発車メロディとして流れていた。
- 旧浜離宮恩賜公園、新宿御苑の閉館チャイムとして放送されている（2011年夏に確認）
- 福岡県立福岡中央高校では、通常チャイムとして使用されている。
- 福岡市の中心街天神の市営地下鉄の2つの駅と、私鉄の西日本鉄道の駅を結び、また渡辺通りの地下の商店街である天神地下街では、21時の商店の閉店時刻と、22時の飲食店の閉店時刻の時報チャイムの後に、ワルツ系に編曲されたこの曲が流され、地下街の商店が閉店をすると自動アナウンスが行われている。
- 滋賀県立安曇川高等学校では、通常チャイムとして使用されている。
- 観光地などに設置している記念メダルの機械のメロディとしても使用されている。
- ほかにも小・中学校の最終下校時刻や図書館などの公共施設の閉館時刻、店舗の閉店時刻などに用いられるケースが多い。
- 遊園地や商業施設などに設置されている乗り物をモチーフにした遊具にもこの曲のメロディが鳴るものがある。

### 派生作品
- 1966年から20年にわたり放送された朝日放送ラジオ『ABCヤングリクエスト』のテーマ曲[13]は、この楽曲をモチーフとして作られたものである[14]。
- 永遠の調べ
- ボーイスカウト運動の創始者で、「世界の総長」と呼ばれるロバート・ベーデン＝パウエル卿を讃える日本語の歌詞がつけられ、式典などでしばしば歌われている。